# 9555 Frejakocha
9555 Frejakocha eller 1986 GC är en asteroid i huvudbältet som upptäcktes den 2 april 1986 av Köpenhamn-observatoriet vid Brorfelde-observatoriet. Den är uppkallad efter Freja K. Augustesen, barnbarn till en av upptäckarna.
Den tillhör asteroidgruppen Vesta.